# Viés do otimismo
Viés do otimismo ou otimismo irrealista é a tendência de indivíduos superestimarem a probabilidade de vivenciarem a ocorrência de eventos positivos futuros enquanto subestimam a possibilidade de ocorrências de eventos negativos. Embora o otimismo possa ser eventualmente benéfico para o bem estar e saúde mental das pessoas, o otimismo irrealista pode levar a consequências negativas, incluindo problemas de saúde, maior impulsividade e comportamento violento.

## Origem
O conceito foi criado por Neil D. Weinstein em um artigo de 1980 para explicar os resultados observados em experimentos realizados por ele e sua equipe, onde um grupo de estudantes universitários se mostraram em sua maioria mais otimistas em relação as suas expectativas sobre seus resultados em diversas áreas do que os resultados reais efetivamente obtidos pelos indivíduos na média na população em geral.
Acredita-se que esse viés tem origem evolutiva para desempenhar a seguinte função: diminuir nossa consciência de perceber com precisão a dor e as dificuldades que o futuro nos reserva, o que nos impede de vermos nossas opções na vida como mais limitadas, reduzindo nossos níveis de estresse e ansiedade. O resultado é uma melhora na nossa saúde física e mental, e um aumento na nossa motivação para a ação e a produtividade, já que para seguir adiante, é necessário ser capaz de imaginar realidades alternativas e acreditar que elas são possíveis. Um estudo científico apontou por exemplo que pessoas em reabilitação após serem vítimas de um ataque cardíaco alcançavam na média uma maior expectativa de sobrevida se fossem otimistas. Enquanto isso um outro estudo apontou que os pessimistas tinham mais chances de morrerem prematuramente como consequência de eventos violentos ou acidentais (tais como homicídio e acidente de transito). A explicação é a de que por acreditarem na possibilidade de sucesso os otimistas adotam hábitos de vida mais saudáveis (como a prática de atividade física e a adoção de dietas equilibradas) a fim de concretizar suas expectativas e pessimistas adotam comportamentos mais arriscados por acreditarem não terem muito a perder.

## Limitações
No entanto, enquanto um otimismo moderado pode estar correlacionado com decisões mais sensatas que levam em média a mais resultados positivos do que negativos, níveis mais extremos de otimismo parecem levar a comportamentos demasiados arriscados, aumentando as chances de fracasso. Ainda, o otimismo irrealista, assim como a autoconfiança excessiva, pode aumentar o comportamento violento, impulsivo e a expressão de raiva em homens jovens. Além disso, se um otimismo moderado individualmente costuma ser benéfico e não causar grandes danos, coletivamente os erros podem se acumular, levando a grandes desastres, tal como a crise financeira de  2007–2008.